# Del arte de la guerra
Del arte de la guerra (Dell'arte della guerra) es un tratado militar escrito por Nicolás Maquiavelo en 1520 y dedicado a Lorenzo de Filippo Strozi.

## Reseña
Del arte de la guerra (en italiano: Dell'arte della guerra) es una obra escrita por Nicolás Maquiavelo en la que explora temas relacionados con la guerra, la estrategia y la organización militar. A través de un diálogo entre el general ficticio Fabrizio Colonna y otros personajes, Maquiavelo discute la importancia de la guerra como un instrumento político para preservar el poder de un Estado. En esta obra, Maquiavelo critica el uso de mercenarios, sugiriendo que un ejército formado por ciudadanos comprometidos con su nación es mucho más efectivo. También resalta cómo la guerra no debe verse como algo aislado, sino como una parte integral de la política. Maquiavelo pone énfasis en la moral, la disciplina y el liderazgo dentro del ejército, resaltando que el éxito en el campo de batalla depende de un balance entre conocimientos tácticos, experiencia y un fuerte sentido de lealtad y deber.
Del arte de la guerra ha tenido influencia en la teoría militar a lo largo de los siglos y sigue siendo una de las obras fundamentales para entender el pensamiento político y estratégico de Maquiavelo.

## Apología de las antiguas instituciones
Durante todo el desarrollo de la obra, Maquiavelo apoya sus críticas y fundamentos en las instituciones militares de la antigüedad, sobre todo en la romana, adoptando en su postura sus métodos, entrenamientos y costumbres militares y ejemplificando a través de hechos correspondientes a ejércitos de la antigüedad. Afirma que no es imposible traer de vuelta estos aspectos y que son fundamentales para devolver a la vida militar y a la milicia el orden y prestigio perdido.

«Cosimo.- ¿Y qué cosas de la Antigüedad querrías introducir?

Fabrizio.-La costumbre de honrar y premiar las virtudes, no despreciar la pobreza, estimar el espíritu y las normas de la disciplina militar, obligar a los ciudadanos a amarse los unos y los otros, vivir sin banderías, apreciar menos lo particular que lo público, y otras cosas como estas, que fácilmente serían compatibles con nuestra época»
Nicolás Maquiavelo. Del arte de la guerra, p. 17.

## Estrategia militar y ciencia
Maquiavelo escribió que la guerra debe ser expresamente definida. Desarrolló la filosofía de la «guerra limitada»; es decir, cuando la diplomacia fracasa, la guerra es una extensión de la política. Del arte de la guerra también enfatiza la necesidad de una milicia estatal y promueve el concepto de ciudadanía armada. Consideraba que toda la sociedad, la religión, la ciencia y el arte descansaban sobre la seguridad proporcionada por lo militar.